# Serge Blanco
Serge Blanco (Caracas, 31 agosto 1958) è un ex rugbista a 15, dirigente sportivo e imprenditore francese di origine venezuelano-basca. Considerato uno dei migliori giocatori del suo Paese e della storia della disciplina (tanto da meritarsi l’appellativo di Pelé del rugby, anche in relazione alla sua etnìa di colore), ha disputato 10 edizioni del Cinque Nazioni di rugby con la Francia vincendone 6. Attualmente è presidente del Biarritz.

## Biografia
Nato a Caracas da padre venezuelano e madre francese dei Paesi Baschi, Serge Blanco ha legato tutta la sua carriera al Biarritz, club nel quale opera dall'età di 15 anni in vesti diverse: dal 1974 al 1992 vi militò come giocatore, raggiungendo la finale di campionato proprio nella sua ultima stagione, contro il Tolone; il suo palmarès, a dispetto dei riconoscimenti internazionali ottenuti, quindi, è rimasto relativamente povero per via del ruolo non di primo piano del suo club.
A livello internazionale, invece, conta 93 selezioni con la Nazionale francese, che ne fanno il sesto giocatore più presente in maglia blu, e 17 presenze da capitano, con 38 mete e 233 punti totali.
Esordì a Pretoria l'8 novembre 1980 contro il Sudafrica, e disputò 10 tornei consecutivi del Cinque Nazioni, dal 1981 al 1990, vincendone sei, tre dei quali (1983, 1986 e 1988) a pari merito, e due (1981 e 1987) con il Grande Slam.
Fu convocato in due riprese, a distanza di sette anni l'una dall'altra, nei Barbarians, la prima volta nel 1984 contro l'Australia, la seconda in finale di carriera, nel 1991, contro il Leicester.
Fu presente alla I Coppa del Mondo in Australia e Nuova Zelanda, giungendo fino alla finale, poi persa, contro gli All Blacks; quattro anni più tardi fu presente anche alla Coppa del Mondo nel Regno Unito, che costituì il suo ultimo palcoscenico internazionale: la 93ª partita di Blanco in Nazionale fu, infatti, il quarto di finale perso contro l'Inghilterra il 19 ottobre 1991.
A livello personale fu designato sei volte miglior rugbista francese dell'anno, nel 1982, 1983 e dal 1989 al 1992.
Nel 1997 fu tra i primi rugbisti ammessi nell'International Rugby Hall of Fame.
Imprenditore (è titolare di una struttura turistica e di soggiorno a Hendaye nonché di un marchio di abbigliamento sportivo), è stato presidente in due riprese e consigliere d'amministrazione del Biarritz e, nel 1998, fu eletto presidente della Lega francese di rugby, incarico giunto a termine con le elezioni del 2008.
Insignito il 14 luglio 2009 della Legion d'onore, figura dal 2011 anche nell'IRB Hall of Fame.